# SH3BP2
Le SH3BP2 (« SH3 domain-binding protein 2 ») ou 3BP2 est une protéine adaptatrice dont le gène est le SH3BP2 situé sur le chromosome 4 humain.

## Rôles
Il augmente l'expression de l'interleukine 2. Il se fixe sur le CD19 et permet l'activation des lymphocytes B.

## En médecine
Une mutation du gène est responsable du chérubisme, maladie à transmission autosomique dominante.